# Georges Yoram Federmann
Pour les articles homonymes, voir Federmann.
Georges Yoram Federmann, né le 17 juillet 1955 à Casablanca au Maroc, est un médecin psychiatre français établi à Strasbourg. Il est le fondateur, en 1997, du cercle Menachem-Taffel.

## Biographie

### Famille et formation
Originaire de Casablanca, sa famille arrive en France en 1963. Naturalisés français, les Federmann s'installent à Paris, rue de Lancry, puis à Avignon où Georges Y. étudie à l'école élémentaire Jean-Henri Fabre, de 1963 à 1966. 
La famille s'établit ensuite pendant deux ans à Nîmes, où Georges Y. est scolarisé au collège Jean-Henri Fabre ; puis ce sera à Marseille, jusqu'en 1972, et enfin à Strasbourg.
Après des études de médecine, Georges Y. se spécialise en psychiatrie et se consacre aux soins des invalides de guerre (dont les "malgré-nous" ou incorporés de force), des toxicomanes et des étrangers sans-papiers,.

### Carrière
Juif militant, il se situe à l’extrême-gauche et milite pour la défense des marginalisés, ainsi que pour la reconnaissance du droit à l’existence de l’État d’Israël, tout en défendant la cause palestinienne.
Avec le cercle Menachem-Taffel, association qui milite pour la reconnaissance et la mémoire des atrocités commises à Strasbourg par le professeur August Hirt à la faculté de médecine nazie, il a contribué à redonner une identité aux 86 juifs victimes de ces crimes. En 2011, en hommage aux victimes, une partie du quai Pasteur à Strasbourg a été rebaptisée quai Menachem Taffel, du nom du premier cadavre identifié.
En 2015, le documentaire de cinéma Le Divan Du Monde (réalisé par Swen De Pauw) suit ses consultations de psychiatrie, à visages découverts.
En 2019, Georges Federmann expose les détails politiques et philosophiques de son engagement humaniste dans le documentaire Comme Elle Vient, tourné en une nuit face caméra (à nouveau réalisé par Swen De Pauw),,,.
En 1980, il épouse Véronique Dutriez, institutrice et militante associative engagée, avec qui il a eu trois enfants.
La mort de Véronique, tuée par un patient, survient brutalement le 16 novembre 2005.
Il se remarie en 2007 à Anja Vogel, journaliste à Radio France, spécialiste de l'Europe ; deux enfants naissent de cette union.

### Pratique de la médecine
Georges Federmann étudie à la faculté de médecine de Strasbourg de 1975 à 1987. Il s'installe en 1987 en cabinet de psychiatrie privé.

#### L’accueil des patients fragiles[11]
Sa thèse de médecine « La lecture en hôpital psychiatrique. Son usage, sa place, ses fonctions » soutenue en 1985, dessine les contours de la « Bibliothérapie ».
D'après Françoise Alptuna dans le Bulletin des Bibliothèques de France « Le Docteur Georges Federmann a bien été le premier médecin à découvrir et analyser l'importance du livre en milieu psychiatrique en France ».
Engagé auprès des plus démunis "en prise directe avec le mal-être et les espoirs contemporains" ("des blessés de guerre, des toxicomanes et des personnes en situation irrégulière"), Georges Federmann a développé une pratique de la psychiatrie particulière, recevant ses patients "sans rendez-vous".
La posologie prescrite va au plus près de la demande et des besoins du patient que Federmann considère comme le véritable expert de sa souffrance,,.
En 2005 il porte plainte auprès de l’Ordre des Médecins contre les docteurs Jean-François Mattei et Philippe Douste-Blazy, successivement ministre de la Santé des gouvernements Raffarin 1 et 2 en 2002 et 2004, pour avoir contribué à compliquer l’accès aux soins pour les bénéficiaires de l’AME (Aide Médicale d’État).
Georges Federmann anime le pôle médical d’Amnesty International alsacien depuis 2008.

### Son rapport au Judaïsme
Né d'une famille juive marocaine (dont la branche paternelle est d'origine galicienne, via la Palestine ottomane, puis britannique), c’est au début de ses études de médecine à Strasbourg que Georges Y. Federmann questionne son rapport au judaïsme. Il trouve dans le champ de la médecine l’opportunité de dépasser la dimension communautariste de toute religion. Il déclare alors être « né juif puis s'être converti à l’exercice de la médecine » par essence universaliste. Il se dit « militant de la reconnaissance du droit à l’existence de l’État d’Israël, mais aussi un militant de la cause palestinienne dont les droits sont bafoués. » Il estime que le judaïsme relève, en Occident, d'une fonction politique, anthropologique et sociale, témoin d'une forme d'engagement utopique, universaliste et bouc-émissaire, tour à tour pris comme exemple ou stigmatisé.
Malgré les foudres qu'il a pu subir de la part d'une partie de la communauté juive de Strasbourg du fait de ses positions politiques, la permanence de son engagement pour la mémoire du judaïsme a fini par être reconnue unanimement, comme l'atteste son référencement sur le site « Judaïsme Alsacien », repère pour tout l'espace juif francophone.
En témoignage de son judaïsme sans frontière, il multiplie depuis 30 ans les interventions et les célébrations œcuméniques (notamment à la chapelle catholique de l'hôpital de Hautepierre chez son ami et prêtre Denis Ledogar), ainsi que les combats associatifs, aux côtés de pasteurs, de prêtres, et d'imams, soulignant son attachement aux actions de terrain inter-religieuses.
La ville de Strasbourg lui confie la rédaction de la page novembre du calendrier interreligieux 2019 où sa contribution côtoie celles du Pape François, de Monseigneur Ravel (Archevêque de Strasbourg) et de Christian Krieger (Vice président de l'UEPAL),.

### L'agression de 2005
Le 15 novembre 2005, un patient l'agresse ainsi que son épouse, Véronique Dutriez, dans son cabinet à Strasbourg. Véronique décède le lendemain à l'âge de 51 ans ; G. Y. Federmann, blessé de 4 balles tirées à bout portant, se rétablit après plusieurs mois de convalescence. 
Un an plus tard, il crée en sa mémoire le prix Véronique Dutriez ; décerné chaque année au mois d'avril à une production artistique, historique ou sociologique, ce prix vise à encourager le travail de Mémoire et de Connaissance des génocides et des totalitarismes. Il a été décerné à l'écrivain Boris Pahor pour l'ensemble de son œuvre autour des déportations et des camps de la Seconde Guerre mondiale (notamment son roman Pèlerin parmi les ombres paru en 1996 chez La Table Ronde[source insuffisante]) ; puis à l'économiste et sociologue Bernard Friot pour son ouvrage sur la fonction révolutionnaire de la Sécurité sociale, Puissances du salariat.[source insuffisante]

### Engagements
- Ras l'Front-Strasbourg: En 1990, G. Y. Federmann est, aux côtés des instituteurs Michel Kraft et Véronique Dutriez ainsi que des sociologues Roland Pfefferkorn et Alain Bihr, à l'origine de la création de l'antenne strasbourgeoise de Ras l'Front. Il en sera président de nombreuses années[réf. nécessaire] et reste un de ces membres actifs[28].

- Un soutien de Jacques Gaillot: Il a organisé depuis 1995 de nombreuses rencontres entre Jacques Gaillot et les acteurs locaux de l'action sociale, et a notamment participé à une marche internationale de soutien à la Palestine[29],[30].

- Les Roms de Zamoly: à l'été 2000, le journaliste Israélien Michel Warschawski prévient Georges Federmann de l'arrivée imminente d'un groupe de Roms à Strasbourg, que la presse désignera sous le nom des « 52 roms de Zámoly »[31]. Ces Roms sédentaires de la ville de Zámoly (Hongrie) fuiraient des persécutions raciales et demandent le droit d'asile à la France[32]. Ce combat qui sera mené avec des citoyens et avocats engagés dans la défense des droits de l'Homme - dont Richard Moyon, Michel Bombola, Janos Borovi, Véronique Dutriez et Christine Mengus... - aboutira en 2003 à l'octroi du droit d'asile par la Cour nationale du droit d'asile (CNDA)[33] à une grande partie du groupe de Roms.

- Siné Hebdo: il collabore à la revue Siné Hebdo, dès son lancement en 2008 par Siné[34].

- Citoyens du Monde: inspiré par le militant pacifiste Garry Davis qui créa le mouvement des Citoyens de Monde en 1948G. Y. Federmann  devient membre de l'association dans les années 90, avant d'être élu « délégué »  par le Congrès des Peuples en 2010 pour un mandat de 9 ans[35].

- Le MRAP: avec notamment son épouse, Véronique Dutriez (qui en a été la première présidente)[32], il a participé à la création du Comité de Strasbourg du MRAP en 1998 ;  il en est le président depuis 2016 (succédant à Alfred Zimmer)[36].

- Le Cercle Menachem Taffel: en 1997 Federmann s'associe au psychiatre allemand Roland Knebusch (exerçant dans la ville de Kehl) pour créer le Cercle Menachem Taffel - en partie pour marquer son hostilité à la tenue du congrès du Front national à Strasbourg[37]-  en vue d'une réhabilitation mémorielle des 86 victimes juives du docteur Hirt, médecin nazi exerçant à l’Institut d’anatomie de Strasbourg[38]. Avec l'aide des adhérents du Cercle Menachem Taffel, les docteurs Federmann et Knebusch s'interrogent sur les mécanismes qui ont poussé l'une des meilleures médecines occidentales (techniquement et scientifiquement - de 1901 à 1939, sept prix Nobel sont décernés à des scientifiques et médecins allemands) à adhérer spontanément au nazisme[6]. La réflexion menée par Federmann et Knebusch débouche sur la question de la place du médecin dans la société d'aujourd'hui, médecin qui se doit d'accueillir inconditionnellement tous les patients, afin de ne pas reproduire le schéma d'exclusion ayant frappé les "indésirables" d'hier (juifs, homosexuels, tziganes, malades mentaux…)[6].

- La commémoration de la Saint-Valentin: le 14 février 1349, les Juifs de la ville de Strasbourg sont brûlés en place publique (à l'endroit actuel de la place de la République). Tous les ans, avec le Cercle Menachem Taffel, Georges Federmann tient une cérémonie commémorative, en revêtant le monument aux morts d'un voile noir, et en faisant le lien entre ces Juifs et d'autres personnes dont l'actualité rapporte la stigmatisation[39],[40].

- Le destin des sept résidents juifs de la Fondation Sonnenhof: en juillet 1940, et sous la surveillance de la Gestapo, sept résidents juifs de la maison de santé de l'institution psychiatrique Sonnenhof à Bischwiller, sont enlevés et disparaissent à jamais. Georges Federmann participe à rendre les faits publics, près de 50 ans après qu'ils sont survenus[41][réf. incomplète].

- Les Stolpersteine à Strasbourg: en 2006 le cercle Taffel lance l'idée d'étendre les Stolpersteine à la ville de Strasbourg. En 2015 un groupe de travail est enfin constitué autour de personnalités comme les historiens Fabienne Regard et Eckhard Wirbelauer, le plasticien et historien d’art Richard Aboaf, l'astronome Bertrand Goldman, et Georges Federmann[42]. Le projet des "Pavés de la Mémoire" est destiné à honorer les victimes locales du nazisme, et voit le jour le 1er mai 2019.

## Vidéographie
- Comme elle vient documentaire de  Swen de Pauw, 102 min. Production Projectile, Répliques, 2018[6],[7],[8],[9]
- Le Divan du Monde, documentaire de  Swen de Pauw, 95 min. Production Seppia, distribution Shellac, 2015[43],[44].
- Après la Guerre L’Alsace Moselle, c’est la France, documentaire de Hubert Schilling et Michel Favart, Sépia- France Télévisions, 2015.
- Le nom des 86, documentaire réalisé par Emmanuel Heyd et Raphael Toledano, durée 63 min. Production dora films sas - Alsace 20 - Télébocal - Cinaps TV, 2014[45].
- Au nom de la science et de la race - Strasbourg 1941-1944, documentaire réalisé par Sonia Rolley, Axel et Tancrède Ramonet, durée 55 min. Production France 3 - Temps noirs, avril 2013.
- Il était une fois l’Europe, film collectif réalisés par les étudiants du Collège André Malraux de Paron, 2013>
- On remuait les lèvres mais on ne disait rien, de Gabriele Schaal, Supermouche Productions, 2012
- Paroles de DAL. Retour sur 10 ans de lutte dans le 68, de Jérôme Champion, Filfil Films et La Flèche Production, 2006
- Crimes contre l’Humanité 1 / 1933-1945, film collectif réalisés par les étudiants du Collège André Malraux de Paron, 2005
- Un racisme à peine voilé, de Jérôme Host, 2004
- Le cimetière des fous, de Monique Seeman, 2004

## Galerie

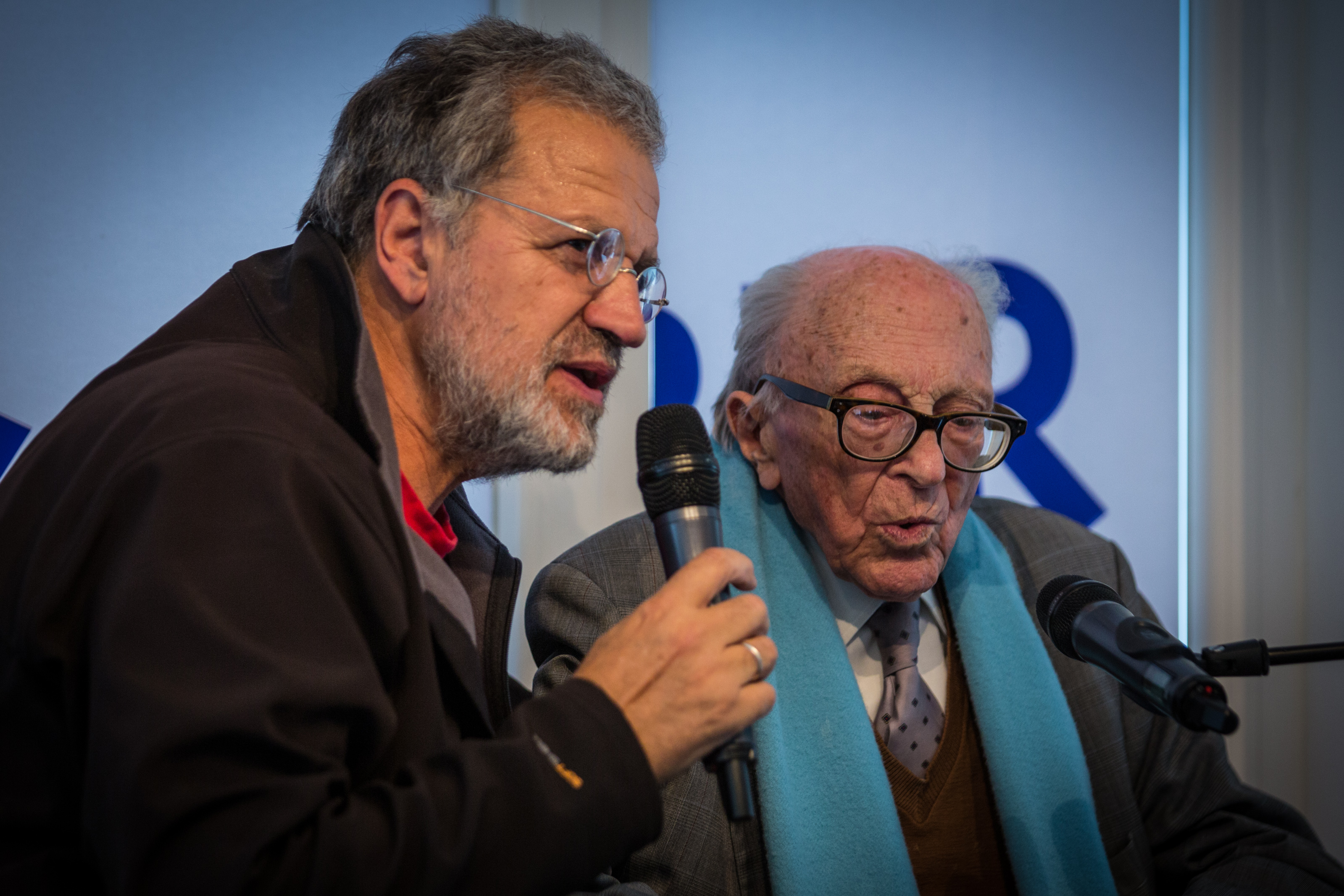
Georges Yoram Federmann et Boris Pahor à Strasbourg en juin 2015.
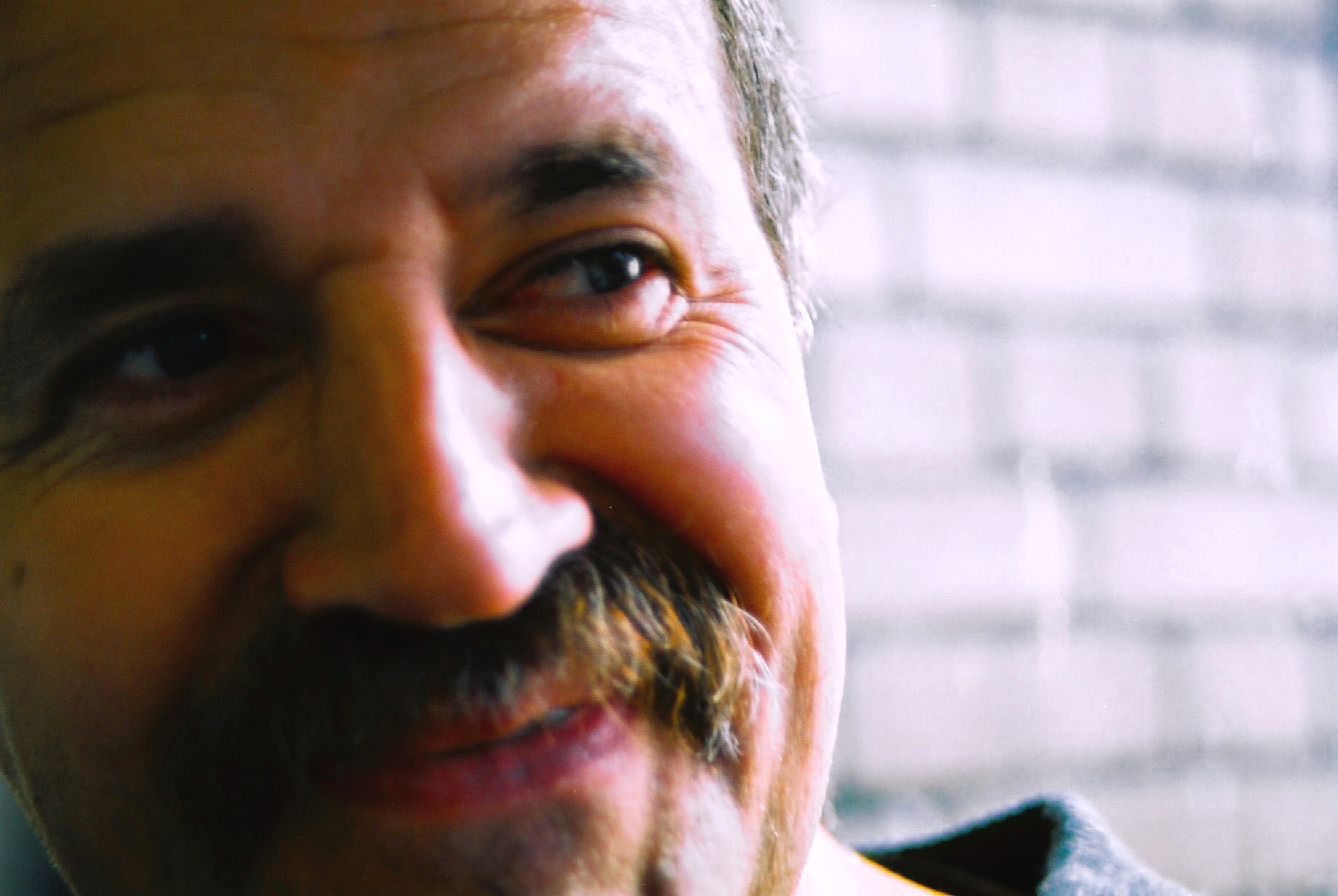
Georges Federmann, en 2005.
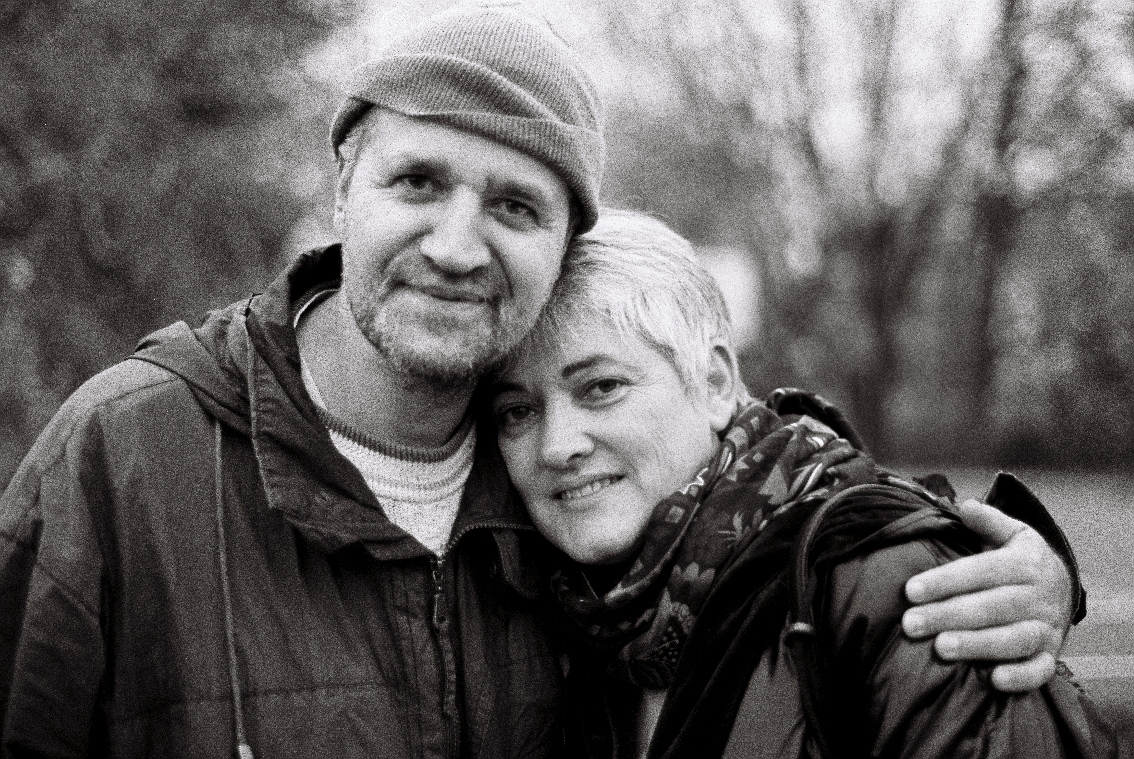
Georges Federmann et sa première épouse Véronique Dutriez, dans le quartier de la Robertsau à Strasbourg, 2003.
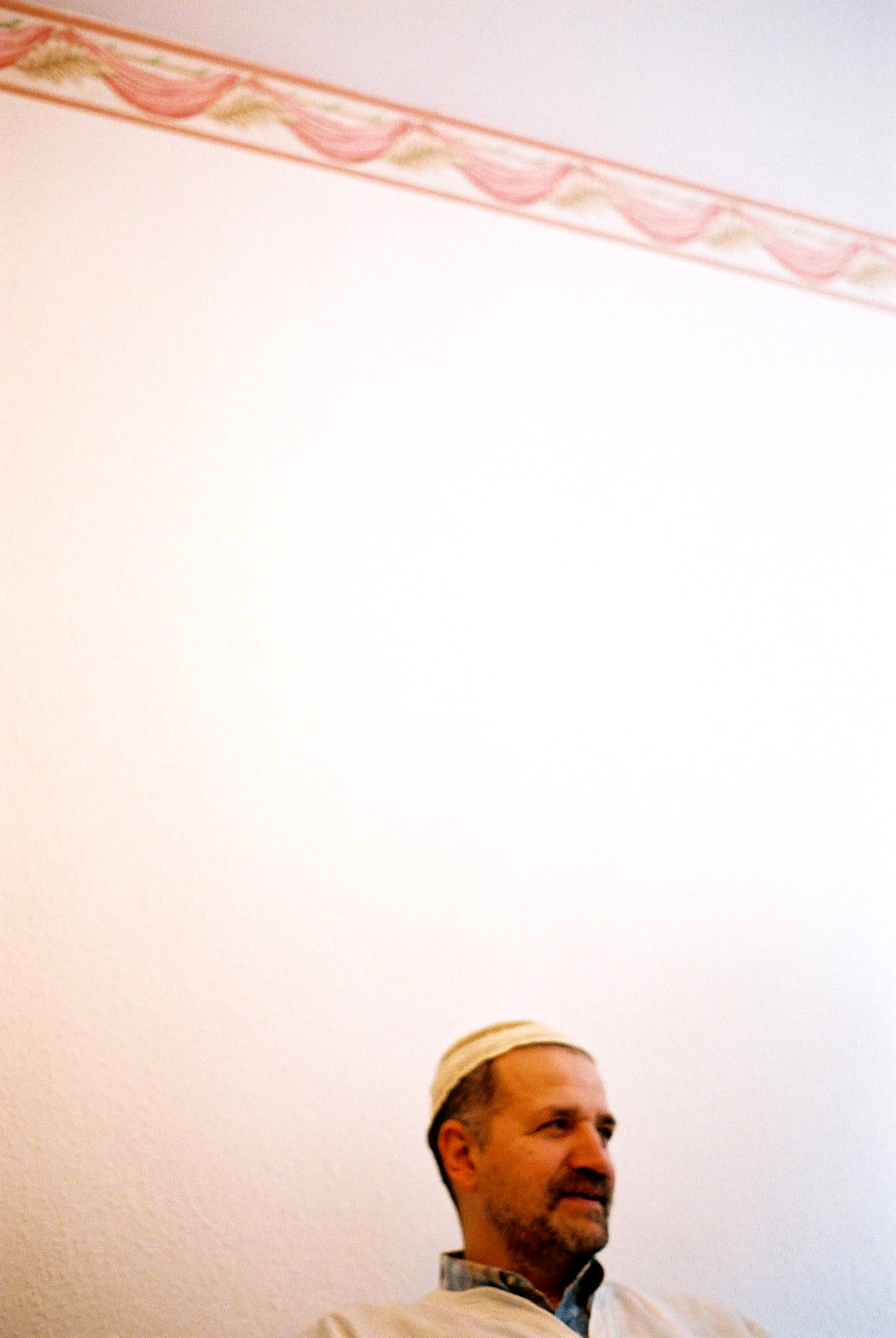
Georges Federmann, chez Mahmoud, avril 2005.
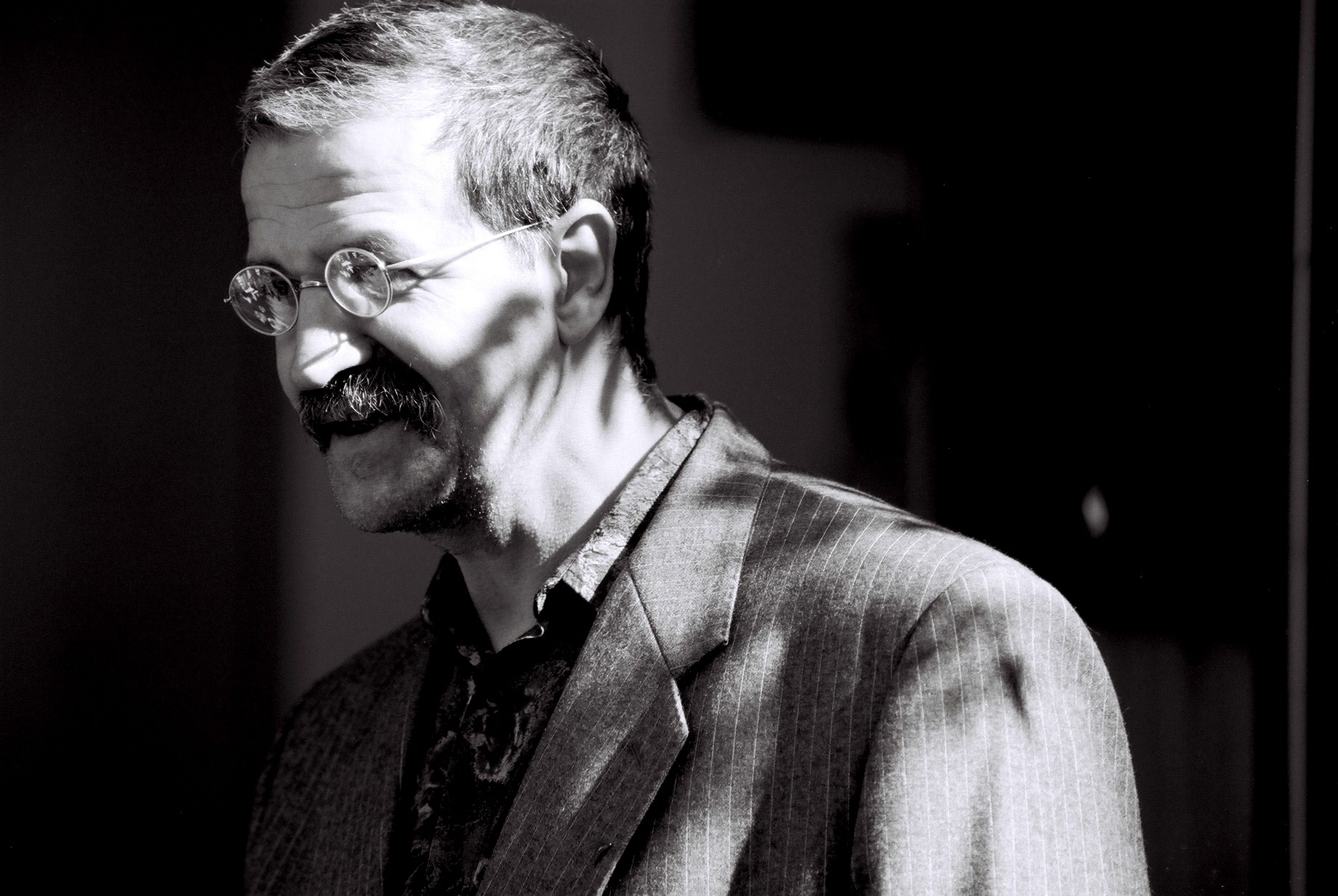
Georges Federmann, à l'UPQ (Université Populaire du Quartier), rue Edouard Teutsch à Strasbourg, octobre 2002.
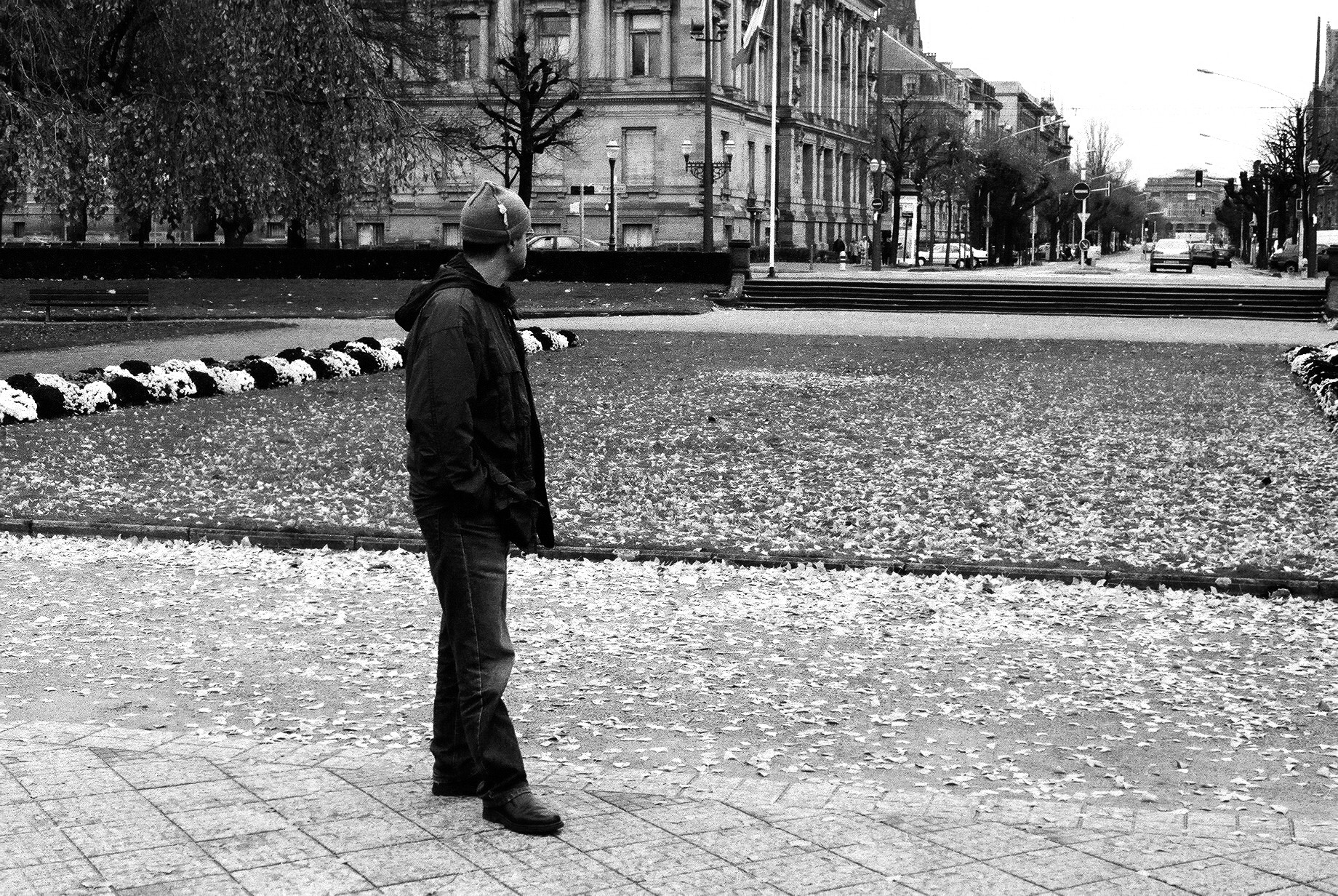
Georges Federmann, place de la République à Strasbourg, décembre 2002.
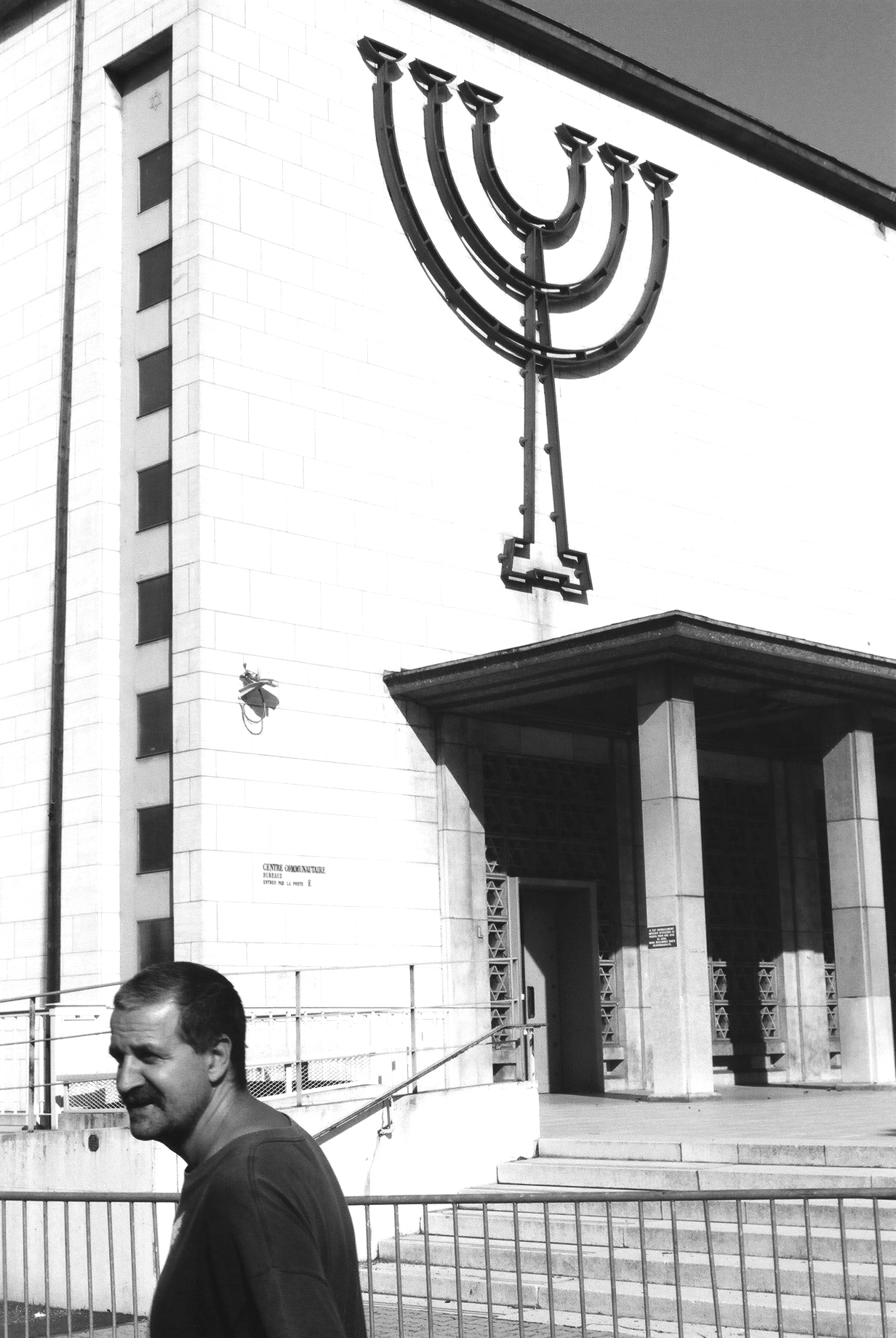
Georges Federmann, devant la synagogue de Strasbourg, septembre 2002.
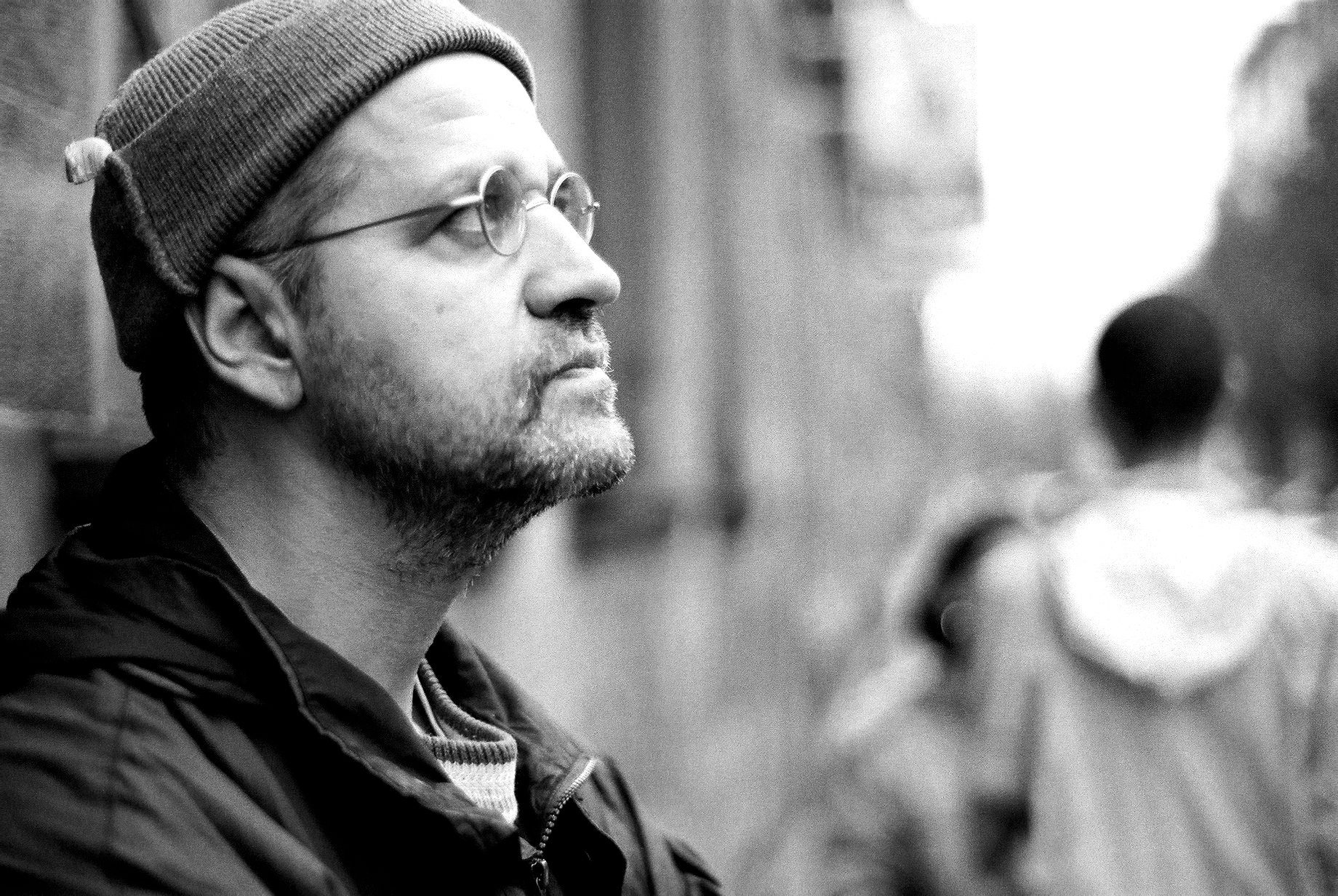
Georges Federmann, rue Lauth à Strasbourg, octobre 2002.

### Ouvrages Collectifs
- Multiculturalisme, Métissage et Démocratie, sous la direction de Henri Vaugrand Textes rassemblés par Henri Vaugrand | Textes de Michel Wieviorka, François Laplantine, Jacques Ardoino, Jean-Pierre Bailly, Georges Yoram Federmann et Nathalie Vialaneix, L'Harmattan, 2012[46]
- La ville 24/24, de Luc Gwiazdzinski, L’Aube/Datar, 2003, page 145 à 152 « Fidélité au Serment d’ Hippocrate »[47]
- La psychiatrie à l’heure de la santé mentale, de la page 291 à 308 « Le livre : sa place, son utilisation et ses fonctions à l’hôpital psychiatrique ». Ouvrage sous la direction de Pierre-François Chanoit et Jean De Verbizier, Erès, 1994

### Préfaces
- Rédaction de la note de programme de l'album de musique électroacoustique « Mistpouffers » du musicien marseillais eRikm, paru en 2018 chez Empreintes Digitales.
- « L'impossible retour de Tambov », de Michel Henry, Paraiges, 2016  (ISBN 978-2-37535-008-9)[48]
- « Les Auschwitz : témoignages », de Georges Snyders, Jacqueline Fleury & Walter Spitzer, Rodéo d'Âme, 2012,  (ISBN 978-2-9529128-9-1)[49]
- « Péché Mortel », bande dessinée de Béhé et Toff, collection « Les Intégrales », Vent d'Ouest, 2010,  (ISBN 978-2-7493-0533-2)[50]

### Publications dans des revues sociologiques & politiques
- "X-Alta" n° 2/3, "Multiculturalisme", octobre 1999, pp. 141-154. « Le parti pris de l’étranger »  (ISBN 2-913-998-00-3)
- "Quasimodo" n°9, "Corps en  guerre. Imaginaires, idéologies, destructions", Printemps 2005. « L ‘horreur de la médecine nazie. Struthof, 1943 : qui se souviendra de Menachem Taffel ? », Quasimodo No 9, pp. 109-125,  (ISSN 1279-8851)[51],[38]
- "Mortibus" n°10/11,  "Masses et moi", Automne 2009, « Médecine et crimes de masse », pp 241 à 260.  (ISSN 1950-3237)

### Publications dans des revues spécialisées

#### Psychiatrie Française
- Volume 30 n°3, "Imprévus", article "Des-livres-nous-du-mal" pages 63 à 72, juillet 1999.  (ISSN 0755-9755)
- Volume 27 n°3, "Qu'est-ce que la Santé mentale ?", article "Que reste-t-il de nos souffrances ?", pages 104 à 109, septembre 1996,  (ISSN 0755-9755)[52]
- Volume 26 numéro spécial, "Des limites de la psychiatrie", article "La Nef des Fous", pages 155-157, novembre 1995,  (ISSN 0755-9755)
- Volume 25 n°3, "Psychiatrie en médecine", article "Mais qu’allons–nous faire dans cette galère ?", septembre 1994, pages 74 à 80,  (ISSN 0755-9755)

#### Psychiatrie
- N°163 « Emprises. Quand ça pense pour moi », article « Accueillir des étrangers malades, l’expérience du département du Bas-Rhin », septembre 2015, pages 245 à 252.

### Sud/Nord
- N°17 « Humanitaire, Humanitaireries », article « En amont de l’humanitairerie », pages 69 à 78, Éres, 2002,   (ISBN 9782865868827)[53],[54]